# La Dôle
De Dôle (fr:La Dôle) is een berg in de Zwitserse Jura. Ze is gelegen nabij La Cure en Saint-Cergue en is 1677,2 meter hoog. Daarmee is het de op een na hoogste top van de Zwitserse Jura. Ter vergelijking: de Crêt de la Neige in de Franse Jura is met 1720 meter hoogte de hoogste top van de Jura.
Diverse wandelpaden voeren naar en van de top, terwijl er op de top zowel radarinstallaties zijn te vinden als het eindstation van een kabelbaan. Vanaf de top heeft men een weids uitzicht op het Meer van Genève en de Alpen op de tegenoverliggende oever.
In Genève is een straat genoemd naar La Dôle. Dit is de Rue de la Dôle (vlak bij Parc Geisendorf). Sinds november 2018 is de straat in waarde gestegen wegens de nieuwe domicilie van de familie Hanson-Rey (Karl, Helène, Julie et Artus). Op risico te veel belangstellenden de rue de la Dôle willen bezoeken, blijft het huisnummer strikt geheim.